# 1000 km de Silverstone 2010
Los Autosport 1000 km de Silverstone 2010 fue la quinta y última ronda de la temporada 2010 de la Le Mans Series y la carrera inaugural de la Copa Intercontinental Le Mans. Se celebró en el circuito de Silverstone el 12 de septiembre. Los fabricantes de las categorías LMP1 y GT2 son elegibles para competir por puntos en el ILMC, los equipos designados en todas las categorías excepto en la Fórmula Le Mans también están compitiendo por un título ILMC.

## Clasificación
Los ganadores de las poles en cada clase están marcados en negrita.
| Pos  | Clase | Equipo                         | Piloto                  | Tiempo     | Grilla |
| ---- | ----- | ------------------------------ | ----------------------- | ---------- | ------ |
| 1*   | LMP1  | No. 7 Audi Sport Team Joest    | Allan McNish            | 1:43.475   | 1      |
| 2*   | LMP1  | No. 8 Audi Sport Team Joest    | Timo Bernhard           | 1:44.012   | 2      |
| 3*   | LMP1  | No. 1 Team Peugeot Total       | Nicolas Minassian       | 1:44.489   | 3      |
| 4*   | LMP1  | No. 4 Team Oreca Matmut        | Nicolas Lapierre        | 1:44.510   | 4      |
| 5    | LMP1  | No. 13 Rebellion Racing        | Andrea Belicchi         | 1:45.731   | 5      |
| 6    | LMP1  | No. 009 Aston Martin Racing    | Sam Hancock             | 1:45.911   | 6      |
| 7*   | LMP1  | No. 11 Drayson Racing          | Jonny Cocker            | 1:46.259   | 7      |
| 8    | LMP1  | No. 12 Rebellion Racing        | Neel Jani               | 1:46.451   | 8      |
| 9    | LMP1  | No. 008 Signature-Plus         | Franck Mailleux         | 1:46.482   | 9      |
| 10   | LMP2  | No. 42 Strakka Racing          | Danny Watts             | 1:46.961   | 10     |
| 11   | LMP1  | No. 5 Beechdean-Mansell        | Greg Mansell            | 1:47.421   | 11     |
| 12   | LMP1  | No. 20 Team LNT                | Johnny Mowlem           | 1:48.509   | 12     |
| 13   | LMP2  | No. 40 Quifel-ASM Team         | Olivier Pla             | 1:49.538   | 13     |
| 14   | LMP2  | No. 41 Team Bruichladdich      | Thor-Christian Ebbesvik | 1:50.374   | 14     |
| 15   | LMP2  | No. 25 RML                     | Thomas Erdos            | 1:51.221   | 15     |
| 16*  | LMP2  | No. 24 OAK Racing              | Matthieu Lahaye         | 1:51.625   | 16     |
| 17*  | LMP2  | No. 30 Racing Box              | Federico Leo            | 1:52.792   | 17     |
| 18*  | LMP2  | No. 29 Racing Box              | Marco Cioci             | 1:53.365   | 18     |
| 19   | LMP2  | No. 39 KSM                     | Jonathan Kennard        | 1:53.410   | 19     |
| 20   | LMP2  | No. 31 RLR msport              | Rob Garofall            | 1:54.013   | 20     |
| 21   | LMP2  | No. 36 Pegasus Racing          | Julien Schell           | 1:55.674   | 21     |
| 22   | LMP2  | No. 27 Race Performance        | Michel Frey             | 1:56.596   | 22     |
| 23   | FLM   | No. 48 Hope Polevision Racing  | Charlie Hollings        | 1:56.968   | 23     |
| 24   | LMP2  | No. 47 Hope Polevision Racing  | Steve Zacchia           | 1:57.057   | 24     |
| 25   | FLM   | No. 44 DAMS                    | Warren Hughes           | 1:57.312   | 25     |
| 26   | FLM   | No. 45 Boutsen Energy Racing   | Dominik Kraihamer       | 1:57.850   | 25     |
| 27   | FLM   | No. 43 DAMS                    | Andrea Barlesi          | 1:59.443   | 27     |
| 28*  | GT1   | No. 50 Larbre Compétition      | Patrice Goueslard       | 2:02.640   | 28     |
| 29   | GT2   | No. 92 JMW Motorsport          | Rob Bell                | 2:03.340   | 29     |
| 30*  | GT2   | No. 95 AF Corse                | Toni Vilander           | 2:03.499   | 30     |
| 31*  | GT2   | No. 77 Team Felbermayr-Proton  | Marc Lieb               | 2:03.643   | 31     |
| 32*  | GT2   | No. 96 AF Corse                | Jaime Melo              | 2:03.728   | 32     |
| 33*  | GT2   | No. 75 Prospeed Competition    | Richard Westbrook       | 2:03.759   | 33     |
| 34   | GT2   | No. 89 Hankook Team Farnbacher | Allan Simonsen          | 2:03.840   | 34     |
| 35*  | GT2   | No. 88 Team Felbermayr-Proton  | Martin Ragginger        | 2:03.862   | 35     |
| 36   | GT2   | No. 85 Spyker Squadron         | Peter Dumbreck          | 2:03.877   | 36     |
| 37   | GT2   | No. 94 AF Corse                | Matías Russo            | 2:04.027   | 37     |
| 38*− | GT2   | No. 78 BMW Team Schnitzer      | Dirk Werner             | 2:04.475   | 38     |
| 39   | GT2   | No. 76 IMSA Performance Matmut | Patrick Pilet           | 2:04.595   | 39     |
| 40*  | GT2   | No. 91 CRS Racing              | Andrew Kirkaldy         | 2:04.818   | 40     |
| 41   | FLM   | No. 46 JMB Racing              | Maurice Basso           | 2:05.402   | 41     |
| 42*  | GT2   | No. 90 CRS Racing              | Pierre Kaffer           | 2:05.481   | 42     |
| 43*  | GT2   | No. 99 Gulf Team First         | Fabien Giroix           | 2:08.916   | 43     |
| 44   | LMP1  | No . 007 Aston Martin Racing   | Sin tiempo              | Sin tiempo | 44     |
| 45*  | LMP2  | No. 35 OAK Racing              | Sin tiempo              | Sin tiempo | 45     |

Tengase en cuenta que los competidores de la ILMC están marcados con un asterisco (*).

## Carrera
Ganadores de la clase en negrita. Coches que no cumplan el 70% de la distancia del ganador esta marcados como No clasificados (NC).
| Pos    | Clase | No  | Equipo                       | Pilotos                                            | Chasis                               | Neumáticos | Vueltas |
| Pos    | Clase | No  | Equipo                       | Pilotos                                            | Motor                                | Neumáticos | Vueltas |
| ------ | ----- | --- | ---------------------------- | -------------------------------------------------- | ------------------------------------ | ---------- | ------- |
| 1      | LMP1  | 1   | Team Peugeot Total           | Nicolas Minassian Anthony Davidson                 | Peugeot 908 HDi FAP                  | M          | 170     |
| 1      | LMP1  | 1   | Team Peugeot Total           | Nicolas Minassian Anthony Davidson                 | Peugeot HDi 5.5 L Turbo V12 (Diésel) | M          | 170     |
| 2      | LMP1  | 4   | Team Oreca Matmut            | Nicolas Lapierre Stéphane Sarrazin                 | Peugeot 908 HDi FAP                  | M          | 170     |
| 2      | LMP1  | 4   | Team Oreca Matmut            | Nicolas Lapierre Stéphane Sarrazin                 | Peugeot HDi 5.5 L Turbo V12 (Diésel) | M          | 170     |
| 3      | LMP1  | 8   | Audi Sport Team Joest        | Rinaldo Capello Timo Bernhard                      | Audi R15 TDI plus                    | M          | 170     |
| 3      | LMP1  | 8   | Audi Sport Team Joest        | Rinaldo Capello Timo Bernhard                      | Audi TDI 5.5 L Turbo V10 (Diésel)    | M          | 170     |
| 4      | LMP1  | 009 | Aston Martin Racing          | Sam Hancock Juan Barazi Stefan Mücke               | Lola-Aston Martin B09/60             | M          | 167     |
| 4      | LMP1  | 009 | Aston Martin Racing          | Sam Hancock Juan Barazi Stefan Mücke               | Aston Martin 6.0 L V12               | M          | 167     |
| 5      | LMP1  | 12  | Rebellion Racing             | Neel Jani Nicolas Prost                            | Lola B10/60                          | M          | 165     |
| 5      | LMP1  | 12  | Rebellion Racing             | Neel Jani Nicolas Prost                            | Rebellion (Judd) 5.5 L V10           | M          | 165     |
| 6      | LMP1  | 008 | Signature-Plus               | Pierre Ragues Franck Mailleux Vanina Ickx          | Lola-Aston Martin B09/60             | D          | 164     |
| 6      | LMP1  | 008 | Signature-Plus               | Pierre Ragues Franck Mailleux Vanina Ickx          | Aston Martin 6.0 L V12               | D          | 164     |
| 7      | LMP1  | 5   | Beechdean Mansell            | Greg Mansell Leo Mansell                           | Ginetta-Zytek GZ09S                  | D          | 161     |
| 7      | LMP1  | 5   | Beechdean Mansell            | Greg Mansell Leo Mansell                           | Zytek ZG458 4.5 L V8                 | D          | 161     |
| 8      | LMP2  | 42  | Strakka Racing               | Danny Watts Nick Leventis Jonny Kane               | HPD ARX-01C                          | M          | 160     |
| 8      | LMP2  | 42  | Strakka Racing               | Danny Watts Nick Leventis Jonny Kane               | HPD AL7R 3.4 L V8                    | M          | 160     |
| 9      | LMP2  | 40  | Quifel ASM Team              | Miguel Amaral Olivier Pla                          | Ginetta-Zytek GZ09SB/2               | D          | 160     |
| 9      | LMP2  | 40  | Quifel ASM Team              | Miguel Amaral Olivier Pla                          | Zytek ZG348 3.4 L V8                 | D          | 160     |
| 10     | LMP2  | 35  | OAK Racing Team Mazda France | Guillaume Moreau Richard Hein                      | Pescarolo 01                         | D          | 160     |
| 10     | LMP2  | 35  | OAK Racing Team Mazda France | Guillaume Moreau Richard Hein                      | Judd DB 3.4 L V8                     | D          | 160     |
| 11     | LMP1  | 11  | Drayson Racing               | Paul Drayson Jonny Cocker                          | Lola B09/60                          | M          | 157     |
| 11     | LMP1  | 11  | Drayson Racing               | Paul Drayson Jonny Cocker                          | Judd GV5.5 S2 5.5 L V10              | M          | 157     |
| 12     | LMP2  | 25  | RML                          | Mike Newton Ben Collins Thomas Erdos               | Lola B08/80                          | D          | 157     |
| 12     | LMP2  | 25  | RML                          | Mike Newton Ben Collins Thomas Erdos               | HPD AL7R 3.4 V8                      | D          | 157     |
| 13     | LMP2  | 30  | Racing Box MIK Racing        | Fabio Babini Fernando Geri Federico Leo            | Lola B09/80                          | M          | 153     |
| 13     | LMP2  | 30  | Racing Box MIK Racing        | Fabio Babini Fernando Geri Federico Leo            | Judd DB 3.4 L V8                     | M          | 153     |
| 14     | FLM   | 44  | DAMS                         | Jody Firth Warren Hughes                           | Oreca FLM09                          | M          | 152     |
| 14     | FLM   | 44  | DAMS                         | Jody Firth Warren Hughes                           | Corvette 6.2 L V8                    | M          | 152     |
| 15     | FLM   | 47  | Hope Polevision Racing       | Steve Zacchia Olivier Lombard Luca Moro            | Oreca FLM09                          | M          | 152     |
| 15     | FLM   | 47  | Hope Polevision Racing       | Steve Zacchia Olivier Lombard Luca Moro            | Corvette 6.2 L V8                    | M          | 152     |
| 16     | LMP2  | 24  | OAK Racing Team Mazda France | Jacques Nicolet Matthieu Lahaye                    | Pescarolo 01                         | D          | 151     |
| 16     | LMP2  | 24  | OAK Racing Team Mazda France | Jacques Nicolet Matthieu Lahaye                    | Judd DB 3.4 L V8                     | D          | 151     |
| 17     | FLM   | 48  | Hope Polevision Racing       | Nico Verdonck Christophe Pillon Charlie Hollings   | Oreca FLM09                          | [[\|]]     | 151     |
| 17     | FLM   | 48  | Hope Polevision Racing       | Nico Verdonck Christophe Pillon Charlie Hollings   | Corvette 6.2 L V8                    | [[\|]]     | 151     |
| 18     | LMP2  | 29  | Racing Box MIK Racing        | Piergiuseppe Perazzini Marco Cioci Luca Pirri      | Lola B09/80                          | M          | 150     |
| 18     | LMP2  | 29  | Racing Box MIK Racing        | Piergiuseppe Perazzini Marco Cioci Luca Pirri      | Judd DB 3.4 L V8                     | M          | 150     |
| 19     | LMP2  | 41  | Team Bruichladdich           | Karim Ojjeh Tim Greaves Thor-Christian Ebbesvik    | Ginetta-Zytek GZ09SB/2               | D          | 150     |
| 19     | LMP2  | 41  | Team Bruichladdich           | Karim Ojjeh Tim Greaves Thor-Christian Ebbesvik    | Zytek ZG348 3.4 L V8                 | D          | 150     |
| 20     | FLM   | 43  | DAMS                         | Alessandro Cicognani Andrea Barlesi Gary Chalandon | Oreca FLM09                          | M          | 149     |
| 20     | FLM   | 43  | DAMS                         | Alessandro Cicognani Andrea Barlesi Gary Chalandon | Corvette 6.2 L V8                    | M          | 149     |
| 21     | LMP2  | 39  | KSM                          | Lucas Ordóñez Jean de Pourtales Jonathan Kennard   | Lola B08/47                          | D          | 148     |
| 21     | LMP2  | 39  | KSM                          | Lucas Ordóñez Jean de Pourtales Jonathan Kennard   | Judd DB 3.4 L V8                     | D          | 148     |
| 22     | LMP1  | 20  | Team LNT                     | Johnny Mowlem Tony Burgess Chris McMurry           | Ginetta-Zytek GZ09S                  | D          | 148     |
| 22     | LMP1  | 20  | Team LNT                     | Johnny Mowlem Tony Burgess Chris McMurry           | Zytek ZG458 4.5 L V8                 | D          | 148     |
| 23     | GT2   | 96  | AF Corse                     | Gianmaria Bruni Jaime Melo                         | Ferrari F430 GT2                     | M          | 147     |
| 23     | GT2   | 96  | AF Corse                     | Gianmaria Bruni Jaime Melo                         | Ferrari 4.0 L V8                     | M          | 147     |
| 24     | GT2   | 75  | Prospeed Competition         | Marco Holzer Richard Westbrook                     | Porsche 997 GT3-RSR                  | M          | 147     |
| 24     | GT2   | 75  | Prospeed Competition         | Marco Holzer Richard Westbrook                     | Porsche 4.0 L Flat-6                 | M          | 147     |
| 25     | GT2   | 92  | JMW Motorsport               | Rob Bell Darren Turner                             | Aston Martin V8 Vantage GT2          | D          | 147     |
| 25     | GT2   | 92  | JMW Motorsport               | Rob Bell Darren Turner                             | Aston Martin 4.5 L V8                | D          | 147     |
| 26     | GT2   | 91  | CRS Racing                   | Andrew Kirkaldy Tim Mullen                         | Ferrari F430 GT2                     | M          | 146     |
| 26     | GT2   | 91  | CRS Racing                   | Andrew Kirkaldy Tim Mullen                         | Ferrari 4.0 L V8                     | M          | 146     |
| 27     | GT2   | 77  | Team Felbermayr-Proton       | Marc Lieb Richard Lietz                            | Porsche 997 GT3-RSR                  | M          | 146     |
| 27     | GT2   | 77  | Team Felbermayr-Proton       | Marc Lieb Richard Lietz                            | Porsche 4.0 L Flat-6                 | M          | 146     |
| 28     | GT2   | 76  | IMSA Performance Matmut      | Patrick Pilet Raymond Narac                        | Porsche 997 GT3-RSR                  | M          | 145     |
| 28     | GT2   | 76  | IMSA Performance Matmut      | Patrick Pilet Raymond Narac                        | Porsche 4.0 L Flat-6                 | M          | 145     |
| 29     | GT2   | 85  | Spyker Squadron              | Tom Coronel Peter Dumbreck                         | Spyker C8 Laviolette GT2-R           | M          | 145     |
| 29     | GT2   | 85  | Spyker Squadron              | Tom Coronel Peter Dumbreck                         | Audi 4.0 L V8                        | M          | 145     |
| 30     | GT2   | 78  | BMW Team Schnitzer           | Jörg Müller Dirk Werner                            | BMW M3 GT2                           | D          | 145     |
| 30     | GT2   | 78  | BMW Team Schnitzer           | Jörg Müller Dirk Werner                            | BMW 4.0 L V8                         | D          | 145     |
| 31     | GT2   | 94  | AF Corse                     | Luis Pérez Companc Matías Russo                    | Ferrari F430 GT2                     | M          | 145     |
| 31     | GT2   | 94  | AF Corse                     | Luis Pérez Companc Matías Russo                    | Ferrari 4.0 L V8                     | M          | 145     |
| 32     | GT2   | 88  | Team Felbermayr-Proton       | Christian Ried Martin Ragginger Romain Dumas       | Porsche 997 GT3-RSR                  | M          | 145     |
| 32     | GT2   | 88  | Team Felbermayr-Proton       | Christian Ried Martin Ragginger Romain Dumas       | Porsche 4.0 L Flat-6                 | M          | 145     |
| 33     | FLM   | 45  | Boutsen Energy Racing        | Nicolas De Crem Dominik Kraihamer Bernard Delhez   | Oreca FLM09                          | M          | 141     |
| 33     | FLM   | 45  | Boutsen Energy Racing        | Nicolas De Crem Dominik Kraihamer Bernard Delhez   | Corvette 6.2 L V8                    | M          | 141     |
| 34     | GT2   | 99  | Gulf Team First              | Fabien Giroix Roald Goethe                         | Lamborghini Gallardo LP560 GT2       | D          | 135     |
| 34     | GT2   | 99  | Gulf Team First              | Fabien Giroix Roald Goethe                         | Lamborghini 5.2 L V10                | D          | 135     |
| 35     | GT2   | 95  | AF Corse                     | Giancarlo Fisichella Toni Vilander Jean Alesi      | Ferrari F430 GT2                     | M          | 134     |
| 35     | GT2   | 95  | AF Corse                     | Giancarlo Fisichella Toni Vilander Jean Alesi      | Ferrari 4.0 L V8                     | M          | 134     |
| 36     | GT2   | 90  | CRS Racing                   | Phil Quaife Pierre Ehret Pierre Kaffer             | Ferrari F430 GT2                     | M          | 134     |
| 36     | GT2   | 90  | CRS Racing                   | Phil Quaife Pierre Ehret Pierre Kaffer             | Ferrari 4.0 L V8                     | M          | 134     |
| 37     | LMP1  | 13  | Rebellion Racing             | Andrea Belicchi Jean-Christophe Boullion           | Lola B10/60                          | M          | 133     |
| 37     | LMP1  | 13  | Rebellion Racing             | Andrea Belicchi Jean-Christophe Boullion           | Rebellion (Judd) 5.5 L V10           | M          | 133     |
| 38     | GT1   | 50  | Larbre Compétition           | Gabriele Gardel Patrice Goueslard Fernando Rees    | Saleen S7-R                          | M          | 131     |
| 38     | GT1   | 50  | Larbre Compétition           | Gabriele Gardel Patrice Goueslard Fernando Rees    | Ford 7.0 L V8                        | M          | 131     |
| 39     | FLM   | 46  | JMB Racing                   | Peter Kutemann Maurice Basso John Hartshorne       | Oreca FLM09                          | M          | 130     |
| 39     | FLM   | 46  | JMB Racing                   | Peter Kutemann Maurice Basso John Hartshorne       | Corvette 6.2 L V8                    | M          | 130     |
| 40     | LMP2  | 27  | Race Performance             | Michel Frey Pierre Bruneau Marc Rostan             | Radical SR9                          | D          | 124     |
| 40     | LMP2  | 27  | Race Performance             | Michel Frey Pierre Bruneau Marc Rostan             | Judd DB 3.4 L V8                     | D          | 124     |
| 41 NC  | LMP2  | 31  | RLR Msport                   | Barry Gates Rob Garofall Simon Phillips            | MG-Lola EX265                        | D          | 141     |
| 41 NC  | LMP2  | 31  | RLR Msport                   | Barry Gates Rob Garofall Simon Phillips            | AER P07 2.0 L Turbo I4               | D          | 141     |
| 42 NC  | LMP1  | 007 | Aston Martin Racing          | Adrián Fernández Harold Primat Andy Meyrick        | Lola-Aston Martin B09/60             | M          | 131     |
| 42 NC  | LMP1  | 007 | Aston Martin Racing          | Adrián Fernández Harold Primat Andy Meyrick        | Aston Martin 6.0 L V12               | M          | 131     |
| 43 DNF | GT2   | 89  | Hankook Team Farnbacher      | Dominik Farnbacher Allan Simonsen                  | Ferrari F430 GT2                     | H          | 44      |
| 43 DNF | GT2   | 89  | Hankook Team Farnbacher      | Dominik Farnbacher Allan Simonsen                  | Ferrari 4.0 L V8                     | H          | 44      |
| 44 DNF | LMP1  | 7   | Audi Sport Team Joest        | Tom Kristensen Allan McNish                        | Audi R15 TDI plus                    | M          | 15      |
| 44 DNF | LMP1  | 7   | Audi Sport Team Joest        | Tom Kristensen Allan McNish                        | Audi TDI 5.5 L Turbo V10 (Diésel)    | M          | 15      |
| 45 DNF | LMP2  | 36  | Pegasus Racing               | Julien Schell Frédéric da Rocha                    | Oreca-Courage LC75                   | D          | 2       |
| 45 DNF | LMP2  | 36  | Pegasus Racing               | Julien Schell Frédéric da Rocha                    | AER P07 2.0 L Turbo I4               | D          | 2       |